# Asteroid Redirect Mission
L'Asteroid Redirect Mission (ARM), nota anche come Asteroid Retrieval and Utilization (ARU), fu una missione spaziale proposta dalla NASA. Prevedeva l'incontro tra una sonda robotica a propulsione solare elettrica e un asteroide near-Earth, da cui sarebbe stato recuperato un masso di 4 metri; quindi, il masso sarebbe stato trasportato in un'orbita lunare stabile, dove avrebbe potuto essere visitato da una capsula Orion con due astronauti a bordo. 
La missione è stata cancellata dopo i tagli al budget della NASA dell'amministrazione Trump nel 2017.

## Storia

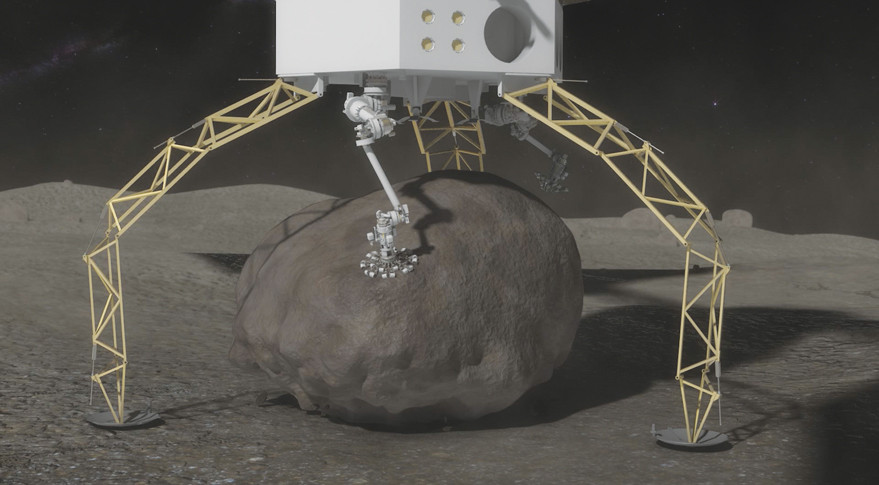
Fase di raccolta del masso.

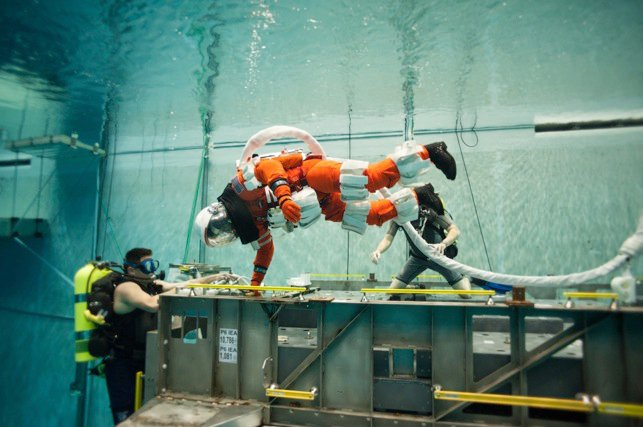
Simulazione delle operazioni di analisi del masso da parte dell'equipaggio della EM-4.

In seguito alla cancellazione del programma Constellation, giudicato economicamente non sostenibile e con finanziamenti irrealisticamente bassi da una commissione d'inchiesta istituita nel 2009 dall'Office of Science and Technology Policy, in un discorso tenuto al Centro Spaziale Kennedy il 15 aprile 2010, il presidente degli Stati Uniti Barack Obama annunciò una serie di modifiche al programma spaziale americano, inclusa la sostituzione degli obiettivi d'esplorazione umana dello spazio stabiliti durante l'amministrazione precedente - soprattutto missioni lunari - con una serie di destinazioni alternative, tra cui lo sbarco di un equipaggio su un asteroide entro il 2025, in preparazione per una missione su Marte nel decennio successivo.
Le difficoltà tecniche e finanziarie nello sviluppo di un veicolo adeguato per la missione, tuttavia, spinsero la NASA a orientarsi verso la possibilità di portare un piccolo asteroide, o parte di esso, in orbita attorno alla Luna, per poi esplorarlo con l'Orion, una capsula già sviluppata per il programma Constellation e pensata principalmente per essere utilizzata negli spazi cislunari.
L'Asteroid Redirect Mission fu oggetto di uno studio di fattibilità per la prima volta nel 2012, da parte dell'Istituto Keck. Il costo della missione è stato stimato dal Glenn Research Center a circa 2,6 miliardi di dollari, di cui 105 milioni di dollari sono stati investiti nel 2014 per migliorare il piano della missione. L'interesse nella missione riguarda principalmente: lo sviluppo di tecnologie che potranno essere utilizzate in missioni di lunga durata verso Marte, come l'uso su larga scala della propulsione elettrica per il trasporto di cargo o le comunicazioni laser a banda larga; lo studio della possibilità di sfruttamento delle risorse degli asteroidi (metalli e sostanze volatili), ponendo in un'orbita accessibile un oggetto di dimensioni significative che potrà poi essere visitato da missioni future anche al di fuori del programma Orion; la dimostrazione di tecniche di difesa planetaria contro potenziali impatti.
Le due opzioni allo studio nel 2014, entrambi riguardanti il trasferimento di masse di diametro inferiore ai 10 metri sul lato più lungo, erano:
- l'"opzione A", che prevedeva la cattura di un asteroide near-Earth di piccole dimensioni, non più di 8 metri di diametro, con un contenitore flessibile; l'asteroide sarebbe poi stato trasportato interamente in orbita lunare; 2009 BD, 2011 MD, 2013 EC20 erano i candidati più probabili.
- l'"opzione B", che prevedeva la raccolta dalla superficie di un asteroide più grande, per mezzo di bracci robotici, di un masso di circa 4 metri, che poi sarebbe stato trasportato in orbita lunare.

Nel marzo 2015 la NASA aveva annunciato di aver selezionato l'opzione B.

## Possibili candidati
Al 2015 i piani della missione si concentravano su (341843) 2008 EV5, un asteroide Aten a composizione carbonacea, di 400-450 metri di diametro. Tuttavia esso non è stato selezionato ufficialmente, e la NASA avrebbe potuto attendere fino al 2019 prima di operare una scelta definitiva. 
Infatti, la fase di sviluppo della ARM prevedeva anche uno sforzo di individuazione di tutti gli asteroidi che possano rispondere alle esigenze di missione, e già dal 2012 al 2015 la frequenza di nuovi asteroidi scoperti era aumentata del 65%.
Al 29 ottobre 2017, erano noti 16.950 asteroidi near-Earth, scoperti da vari gruppi di ricerca e catalogati come oggetti potenzialmente pericolosi. All'inizio del 2017 la NASA doveva ancora selezionare un obiettivo, ma per scopi di pianificazione e simulazione, l'asteroide vicino alla Terra (341843) 2008 EV5 è stato utilizzato come esempio per il veicolo spaziale per raccogliere un singolo masso di 4 m da esso. Altri candidati asteroidi genitori erano 25143 Itokawa, dove è stata già effettuata una missione robotica di ritorno dei campioni, 101955 Bennu, oggetto NEO potenzialmente pericoloso, e obbiettivo della sonda OSIRIS-Rex, e 162173 Ryugu.

## Critiche
La seconda fase, con equipaggio, per recuperare campioni dell'asteroide dall'orbita lunare DRO (EM-4) è stata criticata come una parte non necessaria della missione, poiché sono già stati analizzati migliaia di meteoriti.
Il 10 aprile 2015 il NASA Advisory Council ha chiesto alla NASA, con decisione non vincolante, di non portare a termine i propri piani per l'ARM, suggerendo invece di utilizzare la propulsione elettrica per una missione robotica per riportare sulla Terra campioni da una delle lune di Marte.